# Образовање у Пољској
Образовање у Пољској је обавезно – свако дете мора да се образује од своје 6. године до своје 18. године живота. Такође је обавезно да шестогодишња деца похађају једну годину вртића (предшколско образовање) пре поласка у основну школу са 6 година. Основна школа траје осам година (од 1. до 8. разреда), а ученици морају полагати завршни испит на крају осмог разреда. Након завршетка основне школе, ученици обично настављају да похађају средњу школу, која траје 4 или 5 година. Такође могу да се образују за одређену професију или занат, и да стекну радно искуство и квалификације. Након завршетка средње школе и положеног завршног испита, који се назива матура, може се наставити високо образовање на универзитету или колеџу. 
Комисија за национално образовање коју је основао краљ Станислав Август Поњатовски 1773. године у Пољско-литванском комонвелту била је прво министарство просвете такве форме на свету,  на основу ког је настављен континуитет. Међународно истраживање PISA 2012 похвалило је напредак који је пољско образовање постигло у математици, науци и писмености; број ученика са најбољим резултатима повећао се од 2003. године, док се број ученика са лошим резултатима поново смањио. Године 2014, Pearson/Economist Intelligence Unit је оценио пољско образовање као пето најбоље у Европи и десето најбоље у свету.
Постоји неколико алтернатива за касније више средњошколско образовање, а најчешће су четири (три до 2017. године) године гимназије  (лицеј) или пет (четири до 2017. године) година техничке школе. Оба се завршавају испитом зрелости (идентично као матура у Србији) а могу бити праћени са неколико облика вишег образовања, што води до дипломе основних студија: лиценцијат или инжењер (пољска квалификација првог циклуса Болоњског процеса) мастер студија: магистар (пољска квалификација другог циклуса Болоњског процеса) и на крају доктората: доктор (пољска квалификација трећег циклуса Болоњског процеса). Гледано у целини, систем образовања у Пољској омогућава 22 године континуираног, непрекидног школовања.

## Обавезно образовање

### Основна школа
Деца обично почињу да похађају основну школу (пољ. szkoła podstawowa, такође позната колоквијално као podstawówka) са седам година. Основна школа обично траје осам година (од 1. до 8. разреда). Пре 2017. године, основна школа је трајала само шест година (од 1. до 6. разреда), након чега би ученици похађали такође обавезну основну школу (пољ. gimnazjum), која је трајала 3 године. Међутим, то се променило када је тадашња министарка просвете Ана Залевска увела „Закон о школском образовању“ из 2016. године. Гимназија је укинута и замењена са 8 година основне школе (за разлику од претходних 6 година основне школе + 3 године по претходно описаном систему). Промене су почеле да ступају на снагу 1. септембра 2017. године.
Прве три године основне школе су „интегрисане“, где један наставник сам обрађује све или већину предмета, док наредних пет година предају наставници за одређене предмете. Током прве три године, деца обично уче само неколико предмета: пољски, математику, страни језик (обично енглески) и физичко васпитање, док су часови Религије изборног карактера. Међутим, ово може да варира у различитим школама. У наредних пет година, ученици уче додатне предмете, као што су биологија, физика, географија, историја, уметност, техника, хемија, музика, образовање за безбедност и други страни језик (немачки, шпански и руски су најпопуларнији). На крају основне школе, ученици полажу обавезни национални испит компетенција (испит за осмаке). Сам тест је обавезан, међутим, нема минимални потребан резултат за положен тест, што значи да је немогуће пасти на њему. Након полагања испита и завршетка основне школе, ученик обично наставља да похађа средњу школу.

### Ниже средње образовање
До 2019. године, основна школа је обухватала ниже средње образовање и завршавало се опште основно образовање које је трајало три године. Предмети који су се предавали били су: пољски језик, историја, грађанско васпитање, два страна језика, математика, физика и астрономија, хемија, биологија, географија, ликовне уметности/музика, технологија, информационе технологије, физичко васпитање и религија или етика. На крају наставног плана и програма, ученици су оцењивани на основу резултата завршетка студија и на основу испита из хуманистичких наука, природних наука и страних језика.
Након реформе тадашње владајуће странке Право и правда из 2016. године, промене у пољском образовном систему су постепено увођене. Почевши од школске 2017/18. године, планирано је да се ниже средње школе укину, основне школе продуже на осам година, а средње школе добију још једну годину. Тиме би се образовни систем вратио на стање пре 1999. године. Установе су морале да се затворе или да се претворе у основне или средње школе до 1. септембра 2019. године.

## Више средње образовање
Више средње образовање почиње на крају редовног обавезног образовања, припремајући ученике за директан улазак на тржиште рада или одлазак у систем високог образовања. Више средње образовање има много облика.
Опште образовање може се стицати у општим средњим школама: након четири године, ученици могу положити матуру, што им омогућава приступ високом образовању. Стручно и техничко образовање углавном пружају техничке школе и/или основне стручне школе. Техничке школе трају пет година и воде до матуре. Њихов примарни циљ је да подучавају занимања и занате, а најпопуларнија су: рачуновођа, механичар, електроничар и продавац. Основне стручне школе пружају стручно образовање у трајању од три године и издају сертификат о оспособљености у различитим областима, а најпопуларније су: продавац, кувар, баштован, аутомеханичар, фризер и пекар. Матуранти основних стручних школа могу положити матуру након ваннаставних активности у трајању од две године у општој средњој школи или, од 2004. године, након три године у техничкој школи. Профилисане опште средње школе пружају стручно образовање у трајању од четири године, али само у областима описаним у Пољској класификацији делатности. Поред тога, ученици са менталним потешкоћама и/или физичким инвалидитетом могу се придружити специјалним школама које их припремају за матуру у року од три године.

## Високо образовање
Пољска прати Болоњски процес и већина њених програма високог образовања састоји се од два циклуса: трогодишњих основних студија, након којих следе двогодишње мастер студије. Међутим, неке мастер дипломе се додељују након јединственог дугог циклуса програма, који траје између четири и шест година (нпр. пет година за фармацију, шест година за медицину). Докторски програми се завршавају за око три године. Диплома наставника основне школе захтева три године студија на учитељском факултету. Стручно образовање обавља се у оквиру постсекундарне школе на програмима који трају две и по године.

### Систем оцењивања на универзитетском нивоу
Универзитетско образовање користи нумерички систем оцена од два до пет, при чему већина оцена укључује повећања од 0,5 поена: 2,0 је неуспешна оцена, 3,0 је најнижа пролазна оцена, затим следе 3,5, 4,0 и 4,5, при чему је 5,0 највиша оцена. Нема оцене 2,5. Оцена 5,5 или 6,0 се понекад даје као оцена „превазилази очекивања“, али се разликује међу различитим универзитетима и може бити еквивалентна оцени 5,0 у неке сврхе. Слично томе, „3-“ се повремено (али веома ретко) даје као оцена уз коју се „једва пролази“ (жаргонско тумачење), али за све званичне сврхе је еквивалентно оцени 3,0.
Оцењивање се врши сваког семестра (два пута годишње), не само једном у школској години. У зависности од предмета, коначна оцена може бити заснована на резултату једног испита или на учинку студента током целог семестра. У овом другом случају, генерално се користи систем бодова уместо скале од 2 до 5. Поени акумулирани током семестра се сабирају и претварају у коначну оцену према одређеној скали.
Пошто слаба оцена значи само понављање неположеног предмета и обично се може исправити на поновном испиту (а у неким случајевима и на посебном „комисијском испиту“), користи се много либералније и сасвим је уобичајено да значајан број студената падне предмет из првог покушаја.

## Страни језици
Ученици у пољским школама обично уче један или два страна језика. У школској 2005/06. години, удео ученика који уче стране језике у пољским школама био је следећи: енглески – 67,9%, немачки – 33,3%, француски – 13,3%, шпански – 10,2%, руски – 6,1%, италијански – 4,3%, латински – 0,6%.
У школској 2005/06. години, у школама за националне мањине било је 49.200 ученика, од којих је већина била у школама са немачким, кашупским, украјинским и белоруским језиком. 
Према реформи образовања коју је увела пољска министарка просвете Катажина Хал, ученици пољских нижих средњих школа морали су да уче два различита страна језика. Први страни језик (обично енглески) се предавао три пута недељно. Други страни језик се предавао два пута недељно. Реформа је увела два различита нивоа испита – виши ниво (ако је ученик учио исти језик у основној школи) и стандардни ниво (ако је ученик учио матерњи језик у нижој средњој школи). Резултати испита из језика у нижим средњим школама допринели су критеријумима за пријављивање за упис у виши средњи ниво школе.

## Историја
Образовање пољског друштва био је циљ владара још у 12. веку, а Пољска је убрзо постала једна од најобразованијих земаља у Европи. Библиотечки каталог Краковског катедралног каптола из 1110. године показује да су пољски интелектуалци почетком 12. века имали приступ европској књижевности. Јагелонски универзитет, основан 1364. године од стране краља Казимира III у Кракову, један је од најстаријих универзитета у Европи. Краљ Станислав Август Поњатовски је 1773. године основао Комисију за национално образовање прво државно министарство образовања на свету у таквом облику 
Први универзитет у Пољској, Јагелонски универзитет у Кракову, основао је Казимир III Велики 1364. године у Кракову. То је најстарији универзитет у Пољској. То је други најстарији универзитет у Централној Европи (после Прашког универзитета ) и један од најстаријих универзитета на свету . Казимир III је разумео потребу да нацији има класу образованих људи, посебно адвоката, који би могли да кодификују законе земље и управљају судовима и канцеларијама. Његови напори да оснује високошколску установу у Пољској коначно су награђени када му је папа Урбан V дао дозволу да отвори Универзитет у Кракову.
У 16. веку, 90% свих парохија у Малопољској и Великопољској имало је школе у којима су се граматика и латински језик предавали на основном нивоу, док је средње образовање било доступно у градовима и већим местима. На Јагелонском универзитету, 65% студената је долазило из градских средина, 25% из племства и 10% из сељачких породица.
Идеју о обавезном образовању изнео је Анджеј Фрич Модрзжевски 1555. године. Након поделе Пољске, обавезно образовање су увеле пруске власти у пољским покрајинама које су припадале Пруској (1825), и аустријске власти у Галицији (1873). У Руском царству обавезно образовање није постојало. Као резултат тога, 1921. године, након што је Пољска повратила независност, једна трећина становништва Друге пољске републике била је неписмена. Неписменост је била веома висока на истоку, али готово непостојећа у западним провинцијама. Обавезно образовање у Пољској је уведено декретом донетим у фебруару 1919. године. Ово је обухватало сву децу узраста од 7 до 14 година. Међутим, на почетку се новостворена пољска држава суочила са неколико проблема у спровођењу – недостатком квалификованих наставника, објеката (зграда) и средстава. Након Другог светског рата, обавезно образовање је остало један од приоритета државе. До 1978. године, само 1,2 одсто пољског становништва било је неписмено. У Пољској се обавезно образовање завршава са 18 година. Обично почиње када деца имају 6 година и завршава се након 12 година учења (обично у средњој школи). Савремени пољски закон прави разлику између обавезног школовања и обавезног образовања.

### Реформа из 1999. године
Велика реформа образовног система догодила се 1999. године. Са том реформом је промењена укупна организациона структура са 8 (основна школа) + 4 (средња школа/лицеј) године образовања на 6 (основна школа) + 3 (нижа средња школа, гимназија ) + 3 (виша средња школа, лицеј ) године. Реформа је повећала време проведено на основним предметима и одложила стручно образовање (лицеј) за једну годину. Пољска се на ОЕЦД-овој ранг листи образовања за читање и науку померила са исподпросечних на места међу првих 10, а за математику на места међу првих 15. 

### Реформа из 2017. године
Пољска влада коју је водила партија Право и правда је започела велику, али сукцесивну реформу која је подразумевала имплементацију током три школске године почев од 2017/2018. Реформа враћа целокупну организациону структуру са 6 (основна) + 3 (нижа средња школа) + 3/4 (средња школа) година образовања на 8 (основна школа) + 4/5 (средња школа) година. Према речима наставнице историје Ане Џежговске, реформа наслеђује пољскоцентричне и евроцентричне фокусе претходног наставног плана и програма историје, уклања Покрет несврстаних из наставног плана и програма и фокусира се на политичке и војне вође и племство, занемарујући историјску улогу нижих друштвених класа. Термин комунизам је уклоњен из наставе о деветнаестом веку, током којег се назива социјализам, и тек касније се појављује у вези са Пољском Народном Републиком. Џежговска тврди да појам национализма историјски датира тек из деветнаестог века, али се пречесто користи у новом наставном плану и програму, дајући ученицима недовољан географски контекст. 

## Насиље у школама
Године 2006, као директан одговор на самоубиство девојчице након што је сексуално злостављана у једној школи, пољски министар просвете Роман Гертих је покренуо школску реформу „нулте толеранције“. Према овом плану, наставници би имали дефинисан правни статус државних службеника, што би насилна кривична дела против њих учинило кажњивим већим казнама. Директори школа ће, теоретски, моћи да шаљу агресивне ученике на обављање друштвено корисног рада, а родитељи тих ученика такође могу бити кажњени. Наставници који не пријаве насилна дела у школи могли би се суочити са затворском казном.